# کارائیب آلمان
کارائیب آلمان (به آلمانی: Deutsche Karibik) کوششی نافرجام از سوی استعمارگران آلمانی و رایشس‌مارینه (نیروی دریایی آلمان) برای ایجاد یک پایگاه بازرگانی-نظامی در باختر کارائیب در پایان سدهٔ نوزدهم بود. 

## تاریخچه
در ۱۸۸۸ میلادی کشتی‌های آلمانی در جزیرهٔ کلاین کوراسائو در نزدیکی جزیرهٔ اصلی کوراسائو پهلوزدند و مهندسان جهت برپایی تجهیزات و یک کارگاه کشتی‌سازی به خاک آن فرودآمدند. این جزایر پیشتر زیر نظر هلند بود، ولی به دلیل ساختار مرجانی این جزیرهٔ کوچک بدان بی‌میل بودند. ساخت و ساز در این جزیره برای آلمان‌ها به دلیل جنس سخت بستر آن به کندی پیش‌رفت. به زودی مجموعه‌ای از عوامل از جمله توفندهای استوایی -که خرابی گسترده‌ای در سازه‌های آلمان‌ها به‌بارآورد- دست به دست هم داد و آنان را از ادامهٔ کار در کارائیب منصرف ساخت.